# Hospital de Clínicas Doutor Alberto Lima
O Hospital de Clínicas Dr. Alberto Lima (HCAL), conhecido também como Hospital Geral de Macapá que foi o seu primeiro nome ou também Hospital de Especialidades, é um hospital público situado na cidade de Macapá, estado da Amapá. O edifício foi um dos primeiros a ser construído no recém criado Território Federal do Amapá. O projeto e construção são de autoria do engenheiro e escultor português Antônio Pereira da Costa.

## Histórico
Situado  na capital, o hospital foi fundado em 1945 pelo então governador do Território Federal do Amapá Janary Nunes. e recebe pacientes ambulatoriais e internados de todo o Estado e das ilhas vizinhas do Pará (comparado mais perto da capital amapaense de que Belém), sendo o único grande hospital de especialidades da região que serve ao sistema único de saúde brasileiro no Estado, o Sistema Único de Saúde. Encontra-se subordinado à Secretaria de Estado da Saúde do Amapá (SESA) sendo esta ligada ao governo do Estado.

## Instalações e setores
O Hospital de Clínicas Alberto Lima é regido pelo Sistema Único de Saúde (SUS) em alta e média complexidade, tem leitos em clínicas médicas e cirúrgicas, possui um centro de doenças transmissíveis, clínica de doenças mentais, nefrologia, e centro terapia intensiva.
Em 2013, iniciaram-se as obras de reforma e ampliação do hospital. O projeto incluiu a criação de centros cirúrgicos e Unidade de Tratamento Intensivo (UTI), Unidade de Alta Complexidade em Oncologia (Unacon), laboratórios de anatomia patológica e farmacológica, residência médica e cozinha industrial. A obra foi orçada em R$ 13 milhões, sendo R$ 11.922.808,00 provenientes de emenda parlamentar da deputada federal Dalva Figueiredo e R$ 1.106.185,02 de contrapartida do governo estadual.
Em 23 de agosto de 2021, iniciou-se a primeira etapa da obra de reforma e ampliação do centro cirúrgico do hospital. Atualmente a unidade conta com 5 salas de cirurgia, com a reforma serão mais duas salas para cirurgias de médio e grande porte. Foram investidos R$ 479.815,30 mil do tesouro estadual para obras nas redes elétrica e hidráulica e climatização.